# 阿雷斯 (巴西)
阿雷斯（葡萄牙語：Arês）是巴西北大河州的一个市镇。总面积112.584平方公里，总人口11458人，人口密度101.8人/平方公里。